# Fiat Grande Panda
Pour les articles homonymes, voir Fiat Panda.
La FIAT Grande Panda est une citadine polyvalente de cinq places du constructeur automobile italien FIAT produite à partir de 2024 dans l'usine de Kragujevac en Serbie.
Présentée comme la quatrième génération de la FIAT Panda, née en 1980, et la première sous l'égide du groupe Stellantis. Elle a été développée sur la plateforme CMP déjà utilisée pour la Citroën C3 de 4e génération. Elle ne remplace pas la Pandina - Panda III qui lui cède simplement son nom, mais qui continue à être produite en Italie et commercialisée au moins jusqu'en 2027, renommée Pandina et Panda Classic selon la version.

## Présentation
Le 14 juin 2024 le constructeur italien dévoile les premières images de l'extérieur de la FIAT Grande Panda avant sa présentation officielle le 11 juillet 2024 à l'occasion de la célébration des 125 ans de la marque FIAT.
La fabrication du véhicule est lancée fin juillet à Kragujevac, en Serbie, dans l'usine Stellantis de Kragujevac sur l'ancien site de Zastava,.

## Caractéristiques techniques
La FIAT Grande Panda repose sur la plateforme technique modulaire économique STLA-Smart Cars.
Elle est de format plus important que les précédentes Panda, sa taille la place désormais sur le segment B (citadines polyvalentes), ce qui en fait une remplaçante directe de la FIAT Punto III.

### Motorisations
- Electrique

Le moteur électrique, synchrone à aimant permanent, est un Emotor M2 offrant une puissance de 113 Ch DIN (83 KW) et un couple de 122 Nm, produit par l'usine Nidec-Stellantis de Trémery et qu’elle partage avec la Citroën e-C3.
- Thermique Hybride-essence

Le moteur hybride-essence (T-Gen3) est un 3 cylindres 12V de 1 199 cm3 développant 101 Ch DIN à 5 500 tr/min associé à un moteur électrique 48 Volts de 28 Ch pour une puissance maxi combinée de 110 Ch assurant un couple de 205 Nm à 1 750 tr/min.
- Thermique essence

Le moteur essence est un 3 cylindres 12V de 1 199 cm3 développant 101 Ch DIN à 5 500 tr/min accouplé à une boîte de vitesses à 6 rapports.

## Versions
La FIAT Grande Panda est disponible en plusieurs versions :
- berline / petit SUV 4x2, traction avant classique, électrique, thermique hybride ou thermique essence,
- berline / petit SUV, traction 4x4, électrique, hybride ou essence,

## Finitions
- RED[10]
  - 2 prises USB-C
  - Câble de recharge rétractable dans la calandre avant (OBC 7kW)
  - Chargeur embarqué 7kW
  - Climatisation manuelle
  - Combiné d'instrumentation numérique 10 pouces
  - Feux arrière à LED
  - Jantes acier 16 pouces blanches avec centre de roue noir
  - Projecteurs avant PixLED
  - Radars de stationnement arrière
  - Système audio à 4 haut-parleurs
  - Système UconnectTM 10,25 pouces tactile

- La Prima
  - Climatisation automatique
  - Jantes alliage 17 pouces
  - Essuie-glace avant automatique avec détecteur de pluie
  - Radars de stationnement avant
  - Rétroviseurs extérieurs rabattables électriquement
  - Rétroviseur intérieur photochromatique
  - Sabots argentés avant et arrière

## Concept car

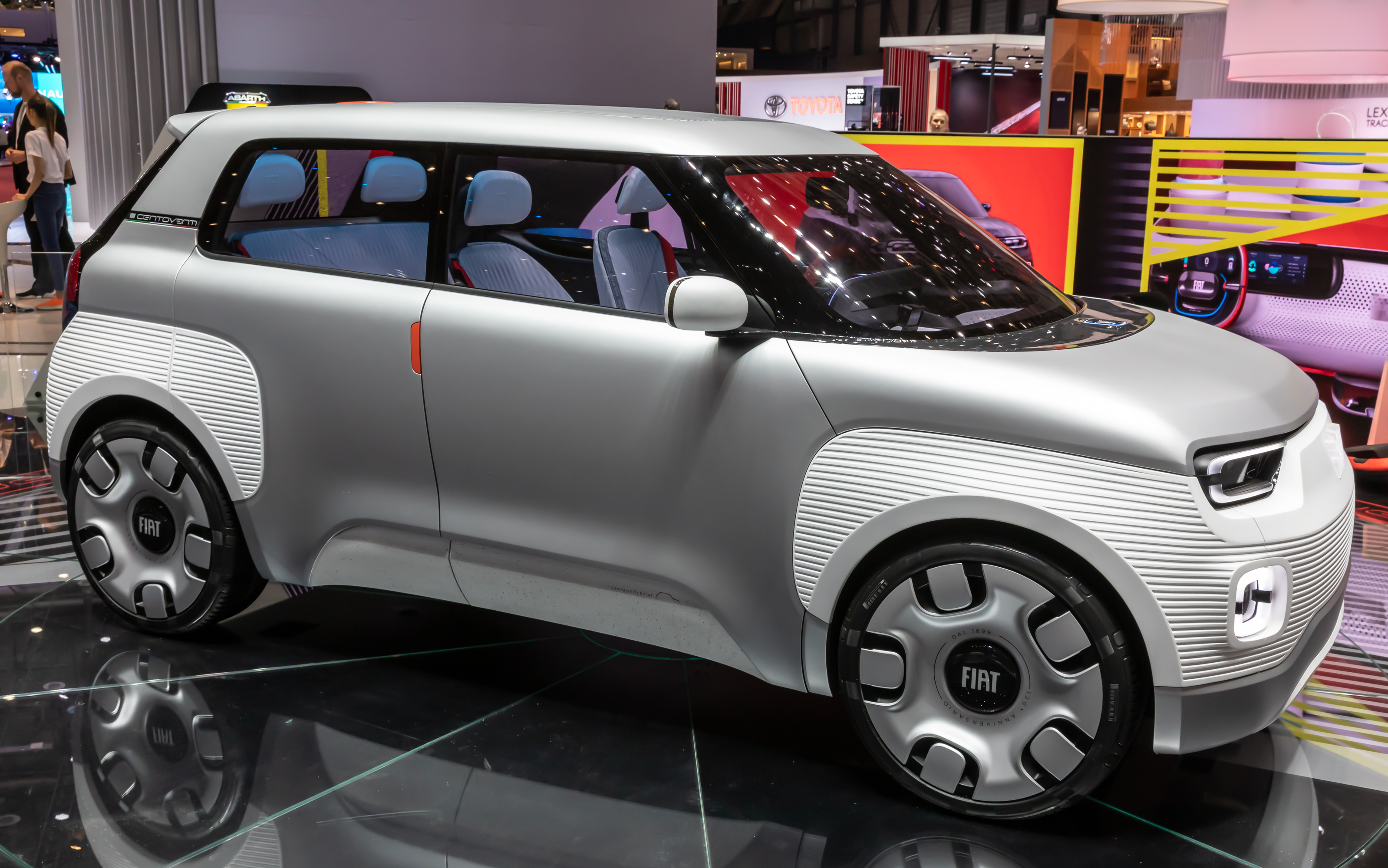
FIAT Centoventi concept (2019)

La FIAT Grande Panda est préfigurée par le concept car FIAT Centoventi présenté le 5 mars 2019 au Salon de l'automobile de Genève 2019, en hommage aux 120 ans du constructeur italien né en 1899. Elle en reprend le concept de simplicité, fonctionnalité et de modularité.

## Production
La FIAT Grande Panda représente le 2e modèle à couverture mondiale, après la gamme Palio (178), dans la galaxie FIAT. Le constructeur italien lui réserve plusieurs site industriels de fabrication pour couvrir tous les marchés :
- Europe - usine de Kragujevac en Serbie - La fabrication des premiers exemplaires de présérie (type F1H) a débuté le 23 juillet 2024 et la production en grande série en novembre 2024[13]. Une centaine d'ouvriers italiens sont venus aider, au printemps 2025, pour augmenter la production qui peinait à passer de 120 à 500 véhicules par jour[14];
- Amérique du Sud - Dès la fin 2024, les premiers prototypes ont été repérés à Viracopos au Brésil, annonçant un futur lancement sur le continent sud-américain. La version brésilienne, annoncée pour 2026, ne montera que des moteurs FIAT FireFly produits localement[15];
- Afrique - Une photo prise au port d'Oran, montre des Grande Panda transportées sur des camions. FIAT a décidé d'assembler la Grande Panda dans son usine FIAT Tafraoui, en CKD, avec des kits livrés démontés pour être assemblés sur place, en Algérie. L'assemblage doit débuter d'ici la fin d'année 2025[15].